# S.C.A.R.S. (militaire)
Pour les articles homonymes, voir S.C.A.R.S..
S.C.A.R.S. est l'acronyme de Special Combat Aggressive Reactionary Systems, une technique de combat au corps à corps créée par Jerry L. Peterson, expérience personnelle apprise lors de la Guerre du Viêtnam.

## Historique
Après présentation sur vidéo, la technique est adoptée par la marine américaine en 1988, et son inventeur est chargé dans un premier temps de l'inculquer aux forces spéciales de la marine, les Seal's. De 1989 à 1994 il semblerait que l'usage de cette méthode de combat se soit répandu, l'Institut du S.C.A.R.S. affirmant que les membres de la force aérienne et de l'armée de l'air aient aussi adopté cette nouvelle technique de corps à corps. À cela s'ajouterait des services et agences de gouvernements étrangers, même si rien n'a jamais pu  réellement être démontré et prouvé à ce sujet là. 
En 1998 une circulaire officielle datée du 3 mars de la même année demande que le programme d'apprentissage du S.C.A.R.S. dans la marine américaine soit annulé. Le 17 avril, le commandant G.M. Moy, chef du personnel auxiliaire des opérations, officialise définitivement l'abandon du S.C.A.R.S. dans la marine américaine.

## Polémiques
Dès son apparition, le S.C.A.R.S. sera l'objet de vives discussions dans le monde des arts martiaux et des sports de combat. Pour certains, cette technique assez irréaliste est un mélange assez incongru et hétéroclite de diverses méthodes de combat, là où d'autres y voyaient juste une version largement dépouillée du San Soo dont Peterson s'était inspiré. Il y eut également débat sur la publicité sensationnaliste faite autour du S.C.A.R.S. à la suite de sa sélection comme technique de combat dans la marine. 
Malgré cela Peterson et sa création gardent leurs partisans, plusieurs Seal's estimant que cette méthode de combat est tout à fait pertinente.